# Kyrsten Sinema
Kyrsten Sinema (Tucson, 12 de julio de 1976) es una política estadounidense que se desempeñó como senadora de los Estados Unidos por el estado de Arizona de 2019 a 2025. Anteriormente formó parte de la Cámara de Representantes de los Estados Unidos por el 9.º distrito congresual de Arizona de 2013 a 2019.
Comenzó su carrera política dentro del Partido Verde, antes de unirse al Partido Demócrata y convertirse en congresista estatal.
Después de ser elegida para el Congreso, experimentó un giro hacia el centro político, uniéndose a la coalición Blue Dogs, grupo demócrata de la Cámara de Representantes. Asimismo, se unió al Caucus "Problem Solvers".
Ganó las elecciones al Senado por Arizona, sucediendo al senador Jeff Flake, que rechazó volver a presentarse a las elecciones. Al ganar, Sinema se convirtió en la primera mujer electa senadora de Arizona, así como en la primera persona abiertamente bisexual en ganar un escaño al Senado. Su victoria en Arizona la convirtió en la primera demócrata en ganar un escaño en el estado desde 1968, con la victoria del senador Dennis DeConcini.
El 9 de diciembre de 2022, Sinema abandonó el Partido Demócrata y se registró como independiente.

## Biografía
Nació en Tucson (Arizona) en 1976 y creció en el área de Dobson Ranch dentro de una familia mormona de derechas. Hija de padres divorciados, cuando su padre adoptivo perdió su trabajo, su familia vivió dos años en una gasolinera abandonada sin agua corriente ni electricidad.
Tras graduarse con un título en Arte a los 18 años, hizo un máster en trabajo social en la Universidad de Arizona y un doctorado en Estudios de Justicia en el mismo estado.
Fue trabajadora social entre 1995 y 2002 antes de ser abogada criminalista en 2005. y dar clases de trabajo social desde 2003.

## Legislatura en Arizona

### Elecciones
Se postuló por primera vez para la Cámara de Representantes de Arizona en 2002, como afiliada independiente del Partido Verde de Arizona. Terminó en el último lugar en una lista de cinco candidatos, con el 8 % de los votos.
En 2004, ganó las primarias demócratas para el distrito 15 de Arizona, con el 37 % de los votos. David Lujan también ganó las elecciones con un 34 % (cada distrito tiene dos escaños). Sinema fue reelegida posteriormente tres veces, recibiendo más del 30 % de los votos. Asimismo, en 2009 y 2010, fue la "Assistant Minority Leader" del Caucus Demócrata de la Cámara de Representantes de Arizona. 
En 2010, Sinema fue elegida para el Senado de Arizona, derrotando al republicano Bob Thomas, con un 63 % frente al 37 % de Thomas.

### Tenencia
Según Elle, "su primer comentario público como funcionaria electa se produjo en 2005, después de que el discurso de un colega republicano insultara a las personas LGBT". Somos simplemente personas como todas las demás que quieren y merecen respeto", declaró apasionadamente. Más tarde, cuando los reporteros le preguntaron sobre su uso de la primera persona, Sinema respondió: 'Duh, soy bisexual'.
En 2006, Sinema patrocinó un proyecto de ley instando a la adopción de la Ley DREAM. Asimismo, ese mismo año copresidió Arizona Together, la campaña estatal que derrotó la Proposición 107, que hubiera prohibido el reconocimiento del matrimonio entre personas del mismo sexo y de las uniones civiles en Arizona. (En 2008, se aprobó un referéndum similar, la Proposición 102). 
Hablando con una revista en 2006, se le preguntó sobre el "nuevo feminismo", a lo que respondió: "Esas mujeres que actúan como si estuvieran en casa, despojándose de sus esposos o novios, y que simplemente cambian los cheques son una especie de feminismo porque eligen vivir esa vida. Eso es una mierda. Quiero decir, ¿de qué diablos estamos hablando aquí?". Después de enfrentarse a las críticas, Sinema se disculpó y dijo que el formato de la entrevista estaba destinado a ser una "parodia desenfadada". "Fui criada por una madre que se quedaba en casa", dijo. "Así que hizo un trabajo bastante bueno conmigo". 
En 2008, lideró la campaña contra la Proposición 102, otro referéndum que habría prohibido el reconocimiento del matrimonio entre personas del mismo sexo en Arizona. La Proposición 102 se aprobó con el 56 % de los votos en las elecciones generales del 4 de noviembre de 2008. Sinema presidió una coalición llamada Proteger la Libertad de Arizona, que derrotó la meta de Ward Connerly de colocar una iniciativa en la boleta estatal que eliminaría los programas de igualdad de oportunidades. 
En junio de 2009, fue una de los 32 legisladores estatales nombrados por el presidente Barack Obama para el grupo de trabajo de reforma de la salud de la Casa Blanca, que ayudó a dar forma a la Ley del Cuidado de Salud a Bajo Precio. "Gracias en parte a su arduo trabajo para mejorar el proyecto de ley", Sinema fue invitada a asistir a la firma del proyecto Obamacare en la Casa Blanca en marzo de 2010. 
En 2010, patrocinó un proyecto de ley para dar matrículas estatales a los veteranos que se llevó a cabo en comisión y no recibió un voto. 
En 2010, la revista Time la nombró una de los "40 Under 40". El Centro de Investigación le otorgó el Premio por el Avance de la Ciencia y la Razón en la Política Pública en 2011. En 2004, ganó las primarias demócratas del 15.º distrito de Arizona con el 37 % de los votos,

## Cámara de Representantes de los Estados Unidos

### Elecciones

#### 2012
En junio de 2011, Sinema dijo que se estaba planteando presentarse a la Cámara de Representantes de los EE. UU. En 2012 vivía en el mismo vecindario de Phoenix que el actual congresista demócrata Ed Pastor, pero insistió en que no desafiaría a otro demócrata en una primaria. El 3 de enero de 2012, Sinema anunció su candidatura para el Congreso, en el noveno distrito del Congreso. El distrito había sido previamente el quinto, representado por el primer republicano David Schweikert; contiene el 60 % del territorio de la antigua quinta. Schweikert había ingresado en el Distrito 6, el antiguo Distrito 3, y buscó su reelección allí.
Aunque no se le exigió que renunciara a su escaño del Senado estatal según las leyes de Arizona para renunciar (ya que estaba en el último año de su mandato), lo hizo el mismo día que anunció su candidatura. El 28 de agosto de 2012, ganó las primarias demócratas de tres vías con casi el 42 % de los votos. Sus opositores, el senador estatal David Schapira y el expresidente del Partido Demócrata de Arizona (Andrei Cherny), antiguo escritor de discursos de la administración Clinton, terminaron con menos del 30 % de los votos.
En las elecciones generales, Sinema se postuló contra el candidato republicano Vernon Parker, exalcalde de Paradise Valley. Sinema recibió el apoyo de The Arizona Republic. La campaña fue descrita como "desagradable", "peleada con fuerza que ofreció millones de dólares en anuncios de ataque". Parker publicó anuncios de campaña acusando a Sinema de "hippie antiamericana" que practicaba "rituales paganos". El grupo externo alineado por los republicanos, el American Future Fund, gastó cientos de miles de dólares en anuncios atacando a Sinema. Cuando los puntos de vista religiosos de Sinema se plantearon como un problema, se declaró en su campaña que simplemente cree en un enfoque secular del gobierno.
Las elecciones del 6 de noviembre fueron inicialmente demasiado cercanas para ser convocadas, porque las autoridades electorales de Arizona no contaron más del 25 % de los votos el día de las elecciones. Sinema tenía una ventaja limitada sobre Parker, mientras que las boletas provisionales y de ausentismo aún se contaban. El 12 de noviembre, cuando fue evidente que la ventaja de Sinema era demasiado grande para que Parker supiese de ella, la Associated Press convocó la carrera para ella. Una vez que se contabilizaron todos los votos, Sinema ganó por un 4,1 %, con más de 10.000 votos. El libertario Powell Gammill terminó tercero con el 6,64 % de los votos. Cuando asumió el cargo el 3 de enero de 2013, se convirtió en la segunda anglodemócrata en representar al Valle del Sol en más de tres décadas. El primero, Harry Mitchell, ocupó el asiento que Sinema tuvo entre 2007 y 2011.

#### 2014
Sinema se presentó a las reelecciones de 2014, donde no tuvo oposición en las primarias demócratas del 26 de agosto de 2014. Se enfrentó a la republicana Wendy Rogers en las elecciones generales.
Según el Roll Call, se presentó como bipartidista, lo que fue visto como una respuesta al patrón de votación de su distrito. Fue elaborado como un distrito de "lucha justa" y votó por el presidente Barack Obama por solo 4 puntos en 2012. En septiembre de 2014, la Cámara de Comercio de los Estados Unidos aprobó su reelección, por lo que se convirtió en una de los cinco demócratas en ser respaldados por la Cámara durante el ciclo electoral del Congreso de 2014. Fue reelegida con aproximadamente el 55 % de los votos, superando así a la candidata del Partido Republicano Wendy Rogers por 13 puntos.

#### 2016
Sin oposición en las primarias, Sinema ganó las elecciones generales con el 60,9 % de los votos. Su oponente, el candidato republicano Dave Giles, recibió el 39 %.

## Senado de los Estados Unidos

### Elecciones

#### 2018
El 28 de septiembre de 2017, Sinema anunció oficialmente su candidatura al escaño del Senado de los Estados Unidos de Clase I que ocupaba el republicano Jeff Flake, que rechazó presentarse a la reelección.
En marzo de 2018, Sinema donó a diversas organizaciones benéficas más de 33.800 de USD en contribuciones de campaña que recibió de Ed Buck, prominente donante demócrata que estuvo bajo escrutinio luego de que un hombre sin hogar muriera de una sobredosis de drogas en su hogar de California en 2017. Anteriormente, había donado a organizaciones benéficas $ 53.400 en contribuciones de campaña de personas vinculadas a Backpage, un sitio web que fue confiscado por el Departamento de Justicia de los Estados Unidos después de que fuera acusado de aceptar, a sabiendas, anuncios sobre relaciones sexuales con niñas menores de edad. 
Las presentaciones de la Comisión Federal de Elecciones publicadas en abril de 2018 mostraron que Sinema había recaudado más de $ 8.2 millones, más que los tres principales contendientes republicanos principales juntos.
Durante la campaña de 2018, Sinema se negó a debatir con su competidora en las primarias demócratas, Deedra Abboud, abogada y activista comunitaria. Sinema ganó las primarias demócratas de agosto para el escaño del Senado. Su oponente republicana en las elecciones generales fue la representante de Arizona, Martha McSally. Recibió el respaldo de la Campaña por los Derechos Humanos.
Aunque Abboud dijo que votaría en contra de la nominación de Brett Kavanaugh a la Corte Suprema, Sinema dijo que "quería profundizar más en los escritos de Kavanaugh y entrevistarlo personalmente antes de decidir". Dijo que estaba "interesada sobre los temas que más preocupan a la gente, lo que incluye ofrecer atención médica de calidad y asequible y promover oportunidades económicas". En el verano de 2018, Sinema dijo que votaría en contra de Chuck Schumer (D-N.Y.) para el liderazgo de la minoría demócrata en el Senado, si resultara electa al Senado de los Estados Unidos. "El liderazgo demócrata ha fallado a los demócratas de todo el país", dijo. "No tengo miedo de decir lo que pienso sobre lo que creo que nuestro partido debe hacer, y creo que nuestro partido necesita crecer y cambiar".
El periodista Jonathan Martin escribió en el New York Times en septiembre de 2018 que Sinema dirigía "una de las campañas del Senado más moderadas y cautelosas de este año, manteniendo a los medios informados y evitando temas controvertidos", y dijo que su campaña era generalmente reacia a levantar al presidente Donald Trump. Según Martin, tanto republicanos como demócratas dijeron que Sinema tenía "pocos logros legislativos importantes en su historial" y se estaba ejecutando "en una imagen política que había formado y remodelado a lo largo de los años. Y nada es más importante ahora que su infancia", la falta de vivienda. 
El 12 de noviembre, después de una larga espera a que los colegios electorales terminaran de certificar, su contrincante republicana, Martha McSally, reconoció su derrota. Sinema juró como senadora en el 116.º Congreso de los Estados Unidos el 3 de enero de 2019.

## Activismo
Es conocida por ser el primer miembro del Congreso de EE. UU. que afirma no seguir ninguna religión. Además, es la primera persona abiertamente bisexual miembro del Congreso, uniéndose a seis abogados gays y lesbianas en el 113.º Congreso de los Estados Unidos.
Kyrsten Sinema se posiciona en el ala más derechista del Partido Demócrata. Tomando como modelo al exsenador republicano de Arizona John McCain, no dudó en votar en contra de las posiciones mayoritarias de su partido. En los primeros 100 días de la presidencia de Joe Biden, votó en contra de una propuesta de aumentar el salario mínimo federal a 15 dólares por hora como parte del paquete de estímulo para hacer frente a los efectos de la pandemia de COVID-19. También está entre los senadores demócratas que se oponen al nombramiento de Neera Tanden, la candidata de Joe Biden para dirigir el presupuesto de la Casa Blanca. Asimismo, se opone al Green New Deal y bloquea la abolición del "filibuster", procedimiento que permite obstruir un proyecto de ley en el Senado.
En abril de 2021, junto con el otro senador demócrata de Arizona, Mark Kelly, apoyó la declaración del estado de emergencia por parte del gobernador republicano del estado, Doug Ducey, así como el envío de tropas de la Guardia Nacional a la frontera con México para hacer frente a una crisis migratoria. Consideró la posibilidad de presentar un proyecto de ley bipartidista con el senador republicano John Cornyn, del estado vecino de Texas, para frenar el flujo de migrantes a través de la frontera con México.
Los votos le valieron las críticas del ala izquierda del Partido Demócrata. En verano de 2021, los jóvenes del Movimiento Sunrise, un grupo de activistas climáticos, organizaron protestas frente a su oficina de Phoenix. A ellos se unieron activistas de los derechos civiles, como el reverendo Jesse Jackson, y figuras del movimiento obrero, como Dolores Huerta.